# Allium ankarense
Allium ankarense — вид квіткових рослин з підродини цибулевих (Allioideae). Ендемік Туреччини.

## Біоморфологічна характеристика
Цибулини 3 × 1 см, яйцеподібні, мають коричневі оболонки. Стебла 65–75 × 0.2–0.3 см, тверді, зелені, смугасті біля основи, гладкі на верхівці, голі. Листків 2, 8–15 × 0.1 см, ниткоподібні, смугасті, голі. Обгорток суцвіть 2, довша 10–11 см у довжину, коротша — 7–8 см, коричнюваті. Суцвіття 2 × 2.5 см, у верхній парасольці, кулясте, ≈ 100-квіткове. Оцвітина жовта. Листочок оцвітини 6, 2.5 × 0.8 мм, довгасті, тупі біля основи і верхівки, гладкі, без жилок. Тичинок 3; нитки жовті; пилки жовті.